# Pyramis
Pyramis es un género de foraminífero bentónico considerado un sinónimo posterior de Colaniella de la familia Colaniellidae, de la superfamilia Colanielloidea, del suborden Fusulinina y del orden Fusulinida. Su especie tipo era Pyramis parva. Su rango cronoestratigráfico abarcaba el Lopingiense (Pérmico superior).

## Clasificación
Pyramis incluía a la siguiente especie:
- Pyramis parva